# Диогу, Луиза
Луиза Диаш Диогу (порт. Luísa Dias Diogo; род. 11 апреля 1958) — бывший премьер-министр Мозамбика с 17 февраля 2004 по 16 января 2010 года, первая женщина, занявшая этот пост. Представляет партию ФРЕЛИМО.

## Биография
В 1983 году окончила Университет имени Эдуардо Мондлане в Мапуту, где изучала экономику, ещё в 1980 году начав работу в министерстве финансов страны (впоследствии получила степень магистра в Школе восточных и африканских исследований Лондонского университета в 1992 году). 
Начала работать в министерстве финансов ещё будучи студенткой в 1980 году, а в 1986 году возглавила департамент. В 1989 году она была назначена национальным директором бюджета, а в 1994 — заместителем министра финансов в кабинете правящей партии ФРЕЛИМО при президенте Жоакиме Чиссано. Также она осуществляла распределение финансовой помощи Всемирного банка Мозамбику. 
С 2003 года, когда была назначена Кофи Аннаном в Комиссию ООН по частному сектору и развитию во главе с Полом Мартином и Эрнесто Седильо, участвовала в работе структур ООН. Возглавив правительство в феврале 2004 года, сохраняла пост министра финансов до 2005 года. В том же году выступала на конференции Лейбористской партии Великобритании. 
В августе 2007 заняла 87-е место в списке ста самых влиятельных женщин мира журнала Forbes.